# L'Acacia
Pour les articles homonymes, voir Acacia.
L'Acacia est un roman de Claude Simon publié le 1er septembre 1989 aux éditions de Minuit.

## Résumé
Dans ce livre l'auteur entrelace son autobiographie et d'autres biographies familiales, tenant lieu de figures parentales.

## Éditions
- L'Acacia, Les Éditions de Minuit, 1989  (ISBN 2707312967).